# 三橋美智也民謡の世界
「三橋美智也民謡の世界」（みはしみちやのせかい）は、1978年にリリースされた三橋美智也のスタジオ・アルバム。三橋の歌手生活25周年特別企画として発表され、北海道から沖縄まで全70曲の民謡が5枚組ボックスに収録された。

## 収録曲

### その１「ふるさとの歌」
第1面
1. ソーラン節（北海道）
2. 津軽じょんがら節（青森）
3. 秋田おばこ（秋田）
4. 南部牛追唄（岩手）
5. 花笠音頭（山形）
6. 斎太郎節（宮城）
7. 相馬盆唄（福島）
8. 常磐炭坑節（茨城）

第2面
1. 日光和楽踊り[1]（栃木）
2. 草津節（群馬）
3. 秩父音頭[2]（埼玉）
4. 大島節（東京）
5. 銚子大漁節[3]（千葉）
6. 箱根馬子節（神奈川）
7. 縁古節[4][5]（山梨）
8. 小諸馬子唄（長野）

### その２「ふるさとの歌」
第1面
1. 佐渡おけさ（新潟）
2. 越中おわら節（富山）
3. 山中節[6][7]（石川）
4. 三国節[8]（福井）
5. ちゃっきり節（静岡）
6. 岡崎五万石[9][10]（愛知）
7. 郡上節（岐阜）
8. 尾鷲節[11]（三重）

第2面
1. 淡海節（滋賀）
2. 宮津節[12]（京都）
3. 奈良の子守唄（奈良）
4. 串本節（和歌山）
5. 大阪の子守唄（大阪）
6. デカンショ節（兵庫）
7. 下津井節[13]（岡山）
8. 貝殻節（島根）

### その３「ふるさとの歌」
第1面
1. 三原やっさ踊り（広島）
2. 関の五本松（島根）
3. 男なら（山口）
4. 金比羅船々（香川）
5. 阿波踊り（徳島）
6. よさこい節（高知）
7. 宇和島さんさ[14]（愛媛）
8. 黒田節（福岡）

第2面
1. 岳の新太郎さん[15]（佐賀）
2. 長崎ぶらぶら節（長崎）
3. 五木の子守唄（熊本）
4. 宇目の唄げんか（大分）
5. ひえつき節（宮崎）
6. 鹿児島おはら節（鹿児島）
7. 安里屋ユンタ（沖縄）

### その４「新民謡」
第1面
1. もがり笛の子守唄
  - 作詞:たなかゆきを／作曲:三橋美智也／編曲:小町昭
2. 北海流れ節
  - 作詞:小町まさあき／作曲・編曲:飯田三郎／津軽三味線:澤田勝秋
3. わらび摘み唄
  - 作詞:夢虹二／作曲・編曲:川上英一／三味線:藤本秀也・藤本秀綱／唄ばやし:志村春美・秋野恵子
4. 新とうきょう音頭
  - 作詞:蜂谷あきら／作曲・編曲:江口浩司／三味線:藤本秀輔・藤本秀三
5. 恋の風紋
  - 作詞:矢野亮／作曲:山口俊郎／編曲:川上英一／三味線:藤本秀輔・藤本秀三
6. 信州四季めぐり
  - 作詞:青山喬／作曲・編曲:白石十四男

第2面
1. 瀬戸の船唄
  - 作詞:水野喬／作曲:吉田矢健治／編曲:小町昭
2. みちのく六人ばやし
  - 作詞:芦田茂／作曲・編曲:小町昭
3. 四国めぐり
  - 作詞:東根泰章／作曲・編曲:小西悠史
4. 火の国節
  - 作詞:本間繁義／作曲:細川潤一／編曲:川上英一
5. 哀唱琴の湖
  - 作詞:東次郎／作曲・編曲:桜田誠一／三味線:藤本秀也・藤本秀綱
6. 北陸唄めぐり
  - 作詞:服部鋭夫／作曲:林伊佐緒／三味線:藤本秀輔

### その５「津軽三味線」
第1面
1. 津軽協奏曲
2. 津軽三下り[16]
3. 津軽あいや節[17]
4. 津軽よされ節
5. 津軽おはら節〈旧節〉

第2面
1. 津軽じょんがら節〈新節〉
2. 十三の砂山[18]
3. 弥三郎節[19]
4. 津軽曲弾き
5. 鰺ヶ沢甚句[20]
6. 津軽タント節[21]

## 新民謡の中で歌われている風物・地名・人名

### 第1面
- 北海流れ節 - 津軽海峡、江差、神威岬、鰊
- 新とうきょう音頭 - 上野、千鳥ヶ淵、九段坂、銀座八丁、蔵前、大銀杏、隅田の川、池袋、サンシャイン、御岳詣、陣馬、羽村、多摩の河原、大國魂、闇夜の祭り、深大寺
- 信州四季めぐり - コナシ、美ヶ原、穂高、乗鞍、キスゲ、霧ヶ峰、大正池、上高地、梓川、信濃

### 第2面
- 瀬戸の船唄 - 音戸の瀬戸、鞆の鯛網
- みちのく六人ばやし - 津軽、三味、リンゴ、こけし人形、十和田、八幡平、磐梯朝日、陸中海岸、かまくら、チャグチャグ馬コ、七夕、豊年野馬追、竿燈
- 四国めぐり - 讃岐、高松、屋島、坂出、阿波、土佐、桂浜、伊予、松山、道後、蜜柑
- 火の国節 - 黒田武士、西郷、桜島、玄海、無法松
- 哀唱琴の湖 - 十三
- 北陸唄めぐり - 蓬莱島、辰己崎、粟津、山中、芦原、片山津、富山万金丹、塗物、輪島、加賀友禅、九谷焼、風の盆、越中おわら